# John Denison Baldwin

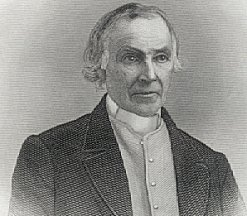
John Denison Baldwin

John Denison Baldwin (* 28. September 1809 in North Stonington, New London County, Connecticut; † 8. Juli 1883 in Worcester, Massachusetts) war ein US-amerikanischer Politiker. Zwischen 1863 und 1869 vertrat er den Bundesstaat Massachusetts im US-Repräsentantenhaus.

## Werdegang
Im Jahr 1816 zog John Baldwin mit seinen Eltern in das Chenango County im Bundesstaat New York. 1823 kehrte die Familie nach North Stonington zurück. Er besuchte die öffentlichen Schulen seiner jeweiligen Heimat und begann ein Jurastudium, das er aber abbrach. Stattdessen studierte er an der Yale Divinity School Theologie. Nach seiner 1834 erfolgten Ordination zum Geistlichen der Congregational Church übte er diese Tätigkeit bis 1849 in verschiedenen Städten in Connecticut aus. Baldwin war er ein Gegner der Sklaverei und stieg im Jahr 1849 in das Zeitungsgeschäft ein. In der Folge gab er in Hartford, Boston und Worcester Zeitungen heraus. Er schloss sich der Free Soil Party an und war zwischen 1847 und 1852 Abgeordneter im Repräsentantenhaus von Connecticut. Danach wurde er Mitglied der Republikanischen Partei. Seit 1859 lebte John Baldwin in Worcester, wo er bis zu seinem Tod für die Zeitung „Worcester Spy“ arbeitete. Im Mai 1860 war er Delegierter zur Republican National Convention in Chicago, auf der Abraham Lincoln als Präsidentschaftskandidat nominiert wurde.
Bei den Kongresswahlen des Jahres 1862 wurde Baldwin im achten Wahlbezirk von Massachusetts in das US-Repräsentantenhaus in Washington, D.C. gewählt, wo er am 4. März 1863 die Nachfolge von Charles R. Train antrat. Nach zwei Wiederwahlen konnte er bis zum 3. März 1869 drei Legislaturperioden im Kongress absolvieren. Diese waren von den Ereignissen des Bürgerkrieges und dessen Folgen geprägt. Seit 1865 war die Arbeit des Kongresses von den Spannungen zwischen den Republikanern und Präsident Andrew Johnson überschattet, die in einem nur knapp gescheiterten Amtsenthebungsverfahren gipfelten. In den Jahren 1865 und 1868 wurden der 13. und der 14. Verfassungszusatz ratifiziert.
1868 verzichtete Baldwin auf eine weitere Kongresskandidatur. Nach dem Ende seiner Zeit im US-Repräsentantenhaus arbeitete er wieder in der Zeitungsbranche. Er starb am 8. Juli 1883 in Worcester, wo er auch beigesetzt wurde.